# Knight Inlet
Das Knight Inlet ist ein Fjord an der Westküste der kanadischen Provinz British Columbia.
Der 127 km lange Fjord befindet sich im Regional District of Mount Waddington. Die im Mittel etwa 2,8 km breite Bucht verläuft anfangs 72 km nach Osten und schlängelt sich anschließend noch 55 km in nördlicher Richtung durch die Northern Pacific Ranges im Süden der Coast Mountains. In das nördliche Kopfende münden die gletschergespeisten Flüsse Klinaklini River und Franklin River. Der westliche äußere Buchtabschnitt wird im Norden von den Inseln Gilford Island, Viscount Island und Midsummer Island flankiert. Der Tribune Channel zweigt vom Knight Inlet nach Norden ab und trennt Gilford Island vom Festland. Auf der gegenüber liegenden südlichen Buchtseite liegen die Inseln Turnour Island, Minstrel Island, Village Island, Crease Island und Swanson Island, welche zum Broughton Archipelago gehören. Der Chatham Channel und der Clio Channel zweigen nach Süden hin ab. Das Knight Inlet öffnet sich zur Königin-Charlotte-Straße hin. Gegenüber dem Buchtausgang befindet sich die Vancouver Island vorgelagerte Insel Malcolm Island. Die Bucht bildet ungefähr das südliche Ende des Great Bear Rainforest.
Die Bucht wurde im Jahr 1792 von William Robert Broughton, einem Teilnehmer der Expedition von George Vancouver, erstmals kartiert.